# Asia Pacific Poker Tour 2020
Résultats et tournois de la saison 2020 de l'Asia Pacific Poker Tour.

## Résultats et tournois

### Open Taipei

#### Main Event
- Lieu : Chinese Texas Hold’em Poker Club, Taipei,  Taïwan[1],[2]
- Prix d'entrée : 35 000 TWD[1],[2]
- Date : Du 3 au 7 février 2020[1],[2]
- Nombre de joueurs :  245 (+ 180)
- Prize Pool : 12 985 800 TWD
- Nombre de places payées :  50

| Place | Nom                      | Prix          |
| ----- | ------------------------ | ------------- |
| 1er   | Zong Chi He              | 2 954 700 TWD |
| 2e    | Yan Chen                 | 1 850 500 TWD |
| 3e    | Kannapong Thanarattrakul | 1 142 800 TWD |
| 4e    | Hsu Huang                | 876 500 TWD   |
| 5e    | Tetsuya Enoki            | 649 300 TWD   |
| 6e    | non connu                | 519 400 TWD   |
| 7e    | Che Lin                  | 422 000 TWD   |
| 8e    | Sang-Yeon Hwang          | 357 100 TWD   |
| 9e    | Kevin Choi               | 292 200 TWD   |

#### High Roller
- Lieu : Chinese Texas Hold’em Poker Club, Taipei,  Taïwan[1],[3]
- Prix d'entrée : 70 000 TWD[1],[3]
- Date : 1er et 2 février 2020[1],[3]
- Nombre de joueurs :  63 (+ 23)
- Prize Pool : 5 255 400 TWD
- Nombre de places payées :  11

| Place | Nom               | Prix          |
| ----- | ----------------- | ------------- |
| 1er   | Russell Thomas    | 1 445 100 TWD |
| 2e    | Yen-chi Chu       | 1 027 400 TWD |
| 3e    | Eric Ting Yi Tsai | 672 700 TWD   |
| 4e    | non connu         | 517 700 TWD   |
| 5e    | Jack En Ching Wu  | 409 900 TWD   |
| 6e    | Tomoki Maekawa    | 320 600 TWD   |
| 7e    | Chia Jung Liu     | 252 300 TWD   |
| 8e    | Peter Da          | 197 100 TWD   |
| 9e    | Lee Cheong        | 149 800 TWD   |

#### Super High Roller
- Lieu : Chinese Texas Hold’em Poker Club, Taipei,  Taïwan[1],[4]
- Prix d'entrée : 140 000 TWD[1],[4]
- Date : 7 et 8 février 2020[1],[4]
- Nombre de joueurs :  41 (+ 10)
- Prize Pool : 6 431 000 TWD
- Nombre de places payées :  7

| Place | Nom               | Prix          |
| ----- | ----------------- | ------------- |
| 1er   | Eric Ting Yi Tsai | 1 744 500 TWD |
| 2e    | Hamish Crawshaw   | 1 744 400 TWD |
| 3e    | Mitsuhiro Shiga   | 932 500 TWD   |
| 4e    | Alan King Lun Lau | 707 400 TWD   |
| 5e    | Chan Ming         | 546 600 TWD   |
| 6e    | Kitson Kho        | 418 000 TWD   |
| 7e    | Peter Da          | 337 700 TWD   |

### Manille
Reporté